# Szikesedés
A szikesedés a vízben oldódó sók felhalmozódása a talajban. 
A sók a talajok és a talajvíz természetes összetevői. A szikesedést okozhatják természetes folyamatok, mint például a mállás, vagy az óceán térhódítása. Emberi tevékenység következtében is előfordulhat, mint például öntözés vagy útsózás.

## A szikesedés folyamata
A szikesedés során a vízben oldódó sók feldúsulnak a talajban, mivel a vízben oldódnak és együtt mozognak vele. Amikor a víz elpárolog, hátramaradnak, felhalmozódnak. A sók kötődhetnek kolloidokhoz, vagy oldható alakban felgyűlnek a talaj felső rétegeiben.
A szikesedés igen elterjedt a szárazabb vidékeken, Ázsia, Afrika, Ausztrália sivatagaiban, de nagy kiterjedésben előfordul a mérsékelt égöv alatt is.

## Szikesedést okozó sók ionjai
- kálium (K+)
- magnézium (Mg2+)
- kalcium (Ca2+)
- klór (Cl−)
- szulfát (SO2−4)
- karbonát (CO2−3)
- hidrogén-karbonát (HCO−3)
- nátrium (Na+)

## Elsődleges szikesedés
Az elsődleges szikesedés természetes folyamatokon keresztül történő sófelhalmozódás, az anyakőzet vagy a felszín alatti víz magas sótartalma miatt. A talajban végbemenő kémiai mállás során felszabaduló sókat a talajvíz feloldja, de annak elpárolgásával a sók visszamaradnak. A mállás mellett a sókat por és esővíz is szállíthatja. Száraz területeken a sók felhalmozódnak.
Okai lehetnek:
- geológiai események, amelyek növelhetik a felszín alatti vizek, és ennek következtében a talaj sókoncentrációját;
- természeti tényezők, amelyek a sóban gazdag felszín alatti vizet a felszínre, a felszín közelébe vagy a rétegszintre vezetik a talajvíz fölé;
- a talajvíz átszivárgása a tengerszint alatt fekvő területekre, vagyis rossz vízelvezetésű mikromedencékbe;
- vízlefolyás olyan területekről, ahol nagy mennyiségű sót kieresztő geológiai rétegek vannak;
- szél, amely a tengerparti területeken mérsékelt mennyiségű sót fúj a szárazföldre.

A talaj szikességét befolyásoló természetes tényezők az éghajlat, a talaj anyakőzete, a táj takarója, a növényzet típusa és a terep.

## Másodlagos szikesedés

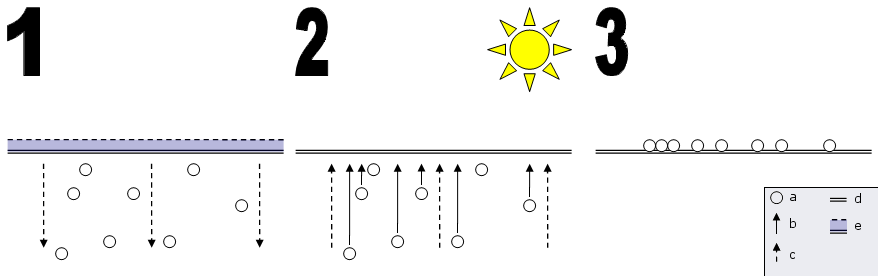
A fölöslegben adott, majd elvezetett víz hiányában a kapilláris akció sókat szállíthat a felszínre

A másodlagos szikesedést mezőgazdasági művelés illetve antropogén beavatkozás okozhatja.
Okai lehetnek:
- sókban gazdag vízzel való öntözés;
- a talajvízszint megemelkedése az emberi tevékenységek következtében (szivárgás nem szigetelt csatornákból és tározókból, az öntözővíz egyenetlen elosztása, elavult öntözési módszerek, nem megfelelő lecsapolás);
- trágya vagy más adalékok használata, különösen ahol az intenzív mezőgazdasági használat alatt álló területek alacsony vízáteresztő képességgel rendelkeznek, és korlátozott az átmosódás lehetősége;
- sókban gazdag szennyvizek használata öntözésre;
- sókban gazdag szennyvíz felszíni tárolása;
- talajszennyezés sókban gazdag vízzel és ipari melléktermékekkel.

A tengerpart menti területeken a szikesedés összefüggésbe hozható a felszín alatti vizek túlzott kiaknázásával a növekvő urbanizáció, az ipar és mezőgazdaság igényei következtében. A felszín alatti vizek túlzott kinyerése csökkentheti a normál vízszintet, ami a tengervíz beáramlásához vezethet.
Az öntözővíz által szállított sók megfelelő csatornázással elvezethetők. A korábbi csatornarendszerek tönkretételével visszatér a szikesedés veszélye. Erre példa Egyiptom, ahol az asszuáni gát 1970-es megépítése megváltoztatta a talajvíz szintjét. Ez megnövelte a talaj erózióját, amitől megnőtt a sók mennyisége, emiatt a talaj elkezdett szikesedni.
Mivel minden víz tartalmaz oldott sókat, még az esővíz is, szikesedés előfordulhat. Amikor a növények felszívják a vizet, akkor a fölösleges, a növények által nem igényelt sók ott maradnak, és elkezdenek felhalmozódni. A növény igényeinél több víz használatával ezek a sók oldatban tarthatók, így elvezethetők. 
Szikesedés előfordulhat kertekben is, az öntözővíz és a talajvíz folyamatok kombinációjaként.

## Szikes talajok
A sók között elsősorban a nátriumsók szerepe nagy. Ezek részben a talajba oldott állapotban, részben pedig a talajkolloidok felületén megkötve, vagy kristályos sók alakjában találhatók meg.
A nátrium e három formájának mennyisége, minősége és aránya szabja meg a szikes folyamatok jellegét és ezzel együtt a szikes talaj tulajdonságait. Ennek alapján lehetnek:
- szoloncsák talajok: Azokat a szelvényeket soroljuk ide, amelyeknek felső szintjeire a vízben oldható nátriumsók felhalmozódása a jellemző. A talajszelvény egyhangú, nehéz benne szinteket elkülöníteni, vagyis AC típusú. Fizikai tulajdonságaik igen kedvezőtlenek, kémhatásuk pedig erősen lúgos. A sófelhalmozódás maximuma rendszerint a feltalajban van.
- réti szolonyec: E típusnál a vízben oldható nátriumsók maximuma a szelvény mélyebb részeire jellemző. Ennek következményeként a felső talajszintekben csak kevés a vízben oldható só, vagy teljesen hiányzik. Ugyanakkor jelentős a talajon megkötött nátriumion mennyisége.
- szoloncsák szolonyec: Ide azokat a szikes szelvényeket soroljuk, amelyekben részben észlelhetők a szoloncsák talajokra jellemző tulajdonságok, részben pedig megjelennek szelvényükben a szolonyecesedés, az oszlopos szint kialakulásának a jegyei.
- sztyeppesedő réti szolonyec talajok: A hidrológiai viszonyok által előidézett szikesedési folyamat mellett a sztyeppesedés jellemzi. A talajvízszint természetes vagy mesterséges süllyedése következtében a talajszelvény felső részén a víz hatása már nem érvényesül. A mélyen fekvő talajvízszint már csak a talajszelvény alsóbb rétegeit tudja vízben oldható sókkal táplálni.
- másodlagosan elszikesedett talajok: Jellemzőjük, hogy az eredeti talajtípus – csernozjom, réti vagy öntéstalaj – morfológiai bélyegei mellett a szikes talajokra jellemző, vízben oldható sók és a kicserélhető nátrium is megtalálható bennük. Keletkezésükben az emberi beavatkozás döntő szerepet játszik.

## A szikesedés veszélyei
A sók felhalmozódása (különösen a nátriumsóké) az ökoszisztémákra nézve az egyik legnagyobb fiziológiai veszély. A só megzavarja a növények növekedését azzal, hogy korlátozza a tápanyagfelvételt és rontja a növény rendelkezésére álló víz minőségét. Hatással van a talajban található organizmusok anyagcseréjére is, és a talaj termékenységének jelentős csökkenéséhez vezet. A talaj kiterjedt szikesedése a növények sorvadását idézi elő az ozmózisnyomás növekedése és a só mérgező hatása miatt. A túlzott sómennyiség a talaj szerkezetének romlásához vezet, a talaj az oxigénhiány miatt képtelen lesz fenntartani a növények növekedését vagy az állati életet.
A talaj megnövekedett sótartalma a rosszabb életfeltételek mellett még az épített struktúrákat is károsítja. A talajban futó csövek korróziója felgyorsul. Romlik a vízminőség, üledékképződési problémák alakulnak ki, veszélyes kémiai koktélok jönnek létre,
mint például réz, kadmium, mangán és cink.
A szikesedés egy komoly talajleromlási probléma. A szikesedés megelőzhető fölöslegben öntözéssel és a fölösleges víz elvezetésével. A szikesedés kontrollálása magában foglalja a víztábla kontrollját, a fölöslegben adott víz és a talajból elvezetett víz kontrolljával. A FAO közzétette a szikesedés elleni védekezésről szóló összefoglalóját.

## Termesztett növények sótűrése
A sótűrő növények jól bírják a talaj magas sótartalmát. A sóra érzékeny növények már közepesen sós talajokon veszítenek életképességükből, a legtöbb növényt negatívan éri9nti a közepesen sós talaj, az erősen sós talajon pedig csak sótűrő növények képesek megélni. A Wyoming Egyetem és Alberta kormánya adatokat tett közzé a növények sótűréséről.
A működő gazdaságok öntözött területeiről szórványos információk érhetők el, különösen a fejlődő országokban. Ennek ellenére végeztek felméréseket Egyiptomban, Indiában és Pakisztánban.
Úgy találták, hogy a kalciumnak pozitív a hatása a szikesedéssel szemben. Megmutatták, hogy csökkenti a szikesedés hatásait, például a növények által felhasznált vízmennyiség csökkenését.
A talaj sótartalma aktiválja a növények környezeti hatásokkal szembeni stresszhez kapcsolódó géneket. Ezek a gének kezdeményezik a növényi stresszenzimek termelődését, mint szuperoxid dizmutáz, L-axorbát oxidáz és Delta 1 DNS-polimeráz. A folyamat csökkenthető extra glutamin adagolásával a növényeknek.

## Mezopotámia szikesedése
Az egykori csatornákat széles kagylócsíkok rajzolják ki a homokos-agyagos sivatagban. Az i. e. 2. évezred közepén épült építmények vályogtégláiban még nincs só. Ahonnan vették, most szikes van. A csatornázó öntözés árasztott hordaléka (alluvium) – vízszint ingadozás; erős párolgás – a nátriumsó felhalmozódott. i. e. 3500 körül még 1:1 az árpa–búza aránya. i. e. 2500 körül 6:1-re romlott. Az árpa jobban tűrte a szikesedést. 17 q/ha a hozam. i. e. 2100 körül 50:1 az arány, 10 q/ha a termés. i. e. 1700 körül nincs búza, 7 q/ha a hozam.
A földművelést északabbra vitték. Ott mélyebb a talajvízszint, kevésbé szikesedett.

## Külső hivatkozások
- SoCo adatlap: Szikesedés és sófelhalmozódás
- Miskolci Egyetem: Szikes talajok főtípusai Archiválva 2010. augusztus 25-i dátummal a Wayback Machine-ben